# Rödåsel
Rödåsel ist ein Småort in der Gemeinde Umeå in der Provinz Västerbottens län und der historischen Provinz (landskap) Västerbotten in Schweden. Der Ort hat 140 Einwohner (2015) auf einer Fläche von 40 Hektar.
Der Ort liegt in der Nähe der Mündung des Wasserlaufs Rodan im Fluss Vindelälven. Die nächstgelegenen Orte sind Tavelsjö (10 km), Vindeln (21 km), Vännäsvägen (26 km) und Umeå (38 km). Der Länsväg 363 verläuft etwas außerhalb des Dorfes. Als Sammelbezeichnung (ohne administrative Bedeutung) für das Gebiet am Vindelälven um Rödåsel mit den benachbarten Ortschaften Blomdal, Rödåliden, Rödånäs, Västra Överrödå, Älglund und Överrödå ist auch Rödåbygden in Gebrauch.

## Bilder

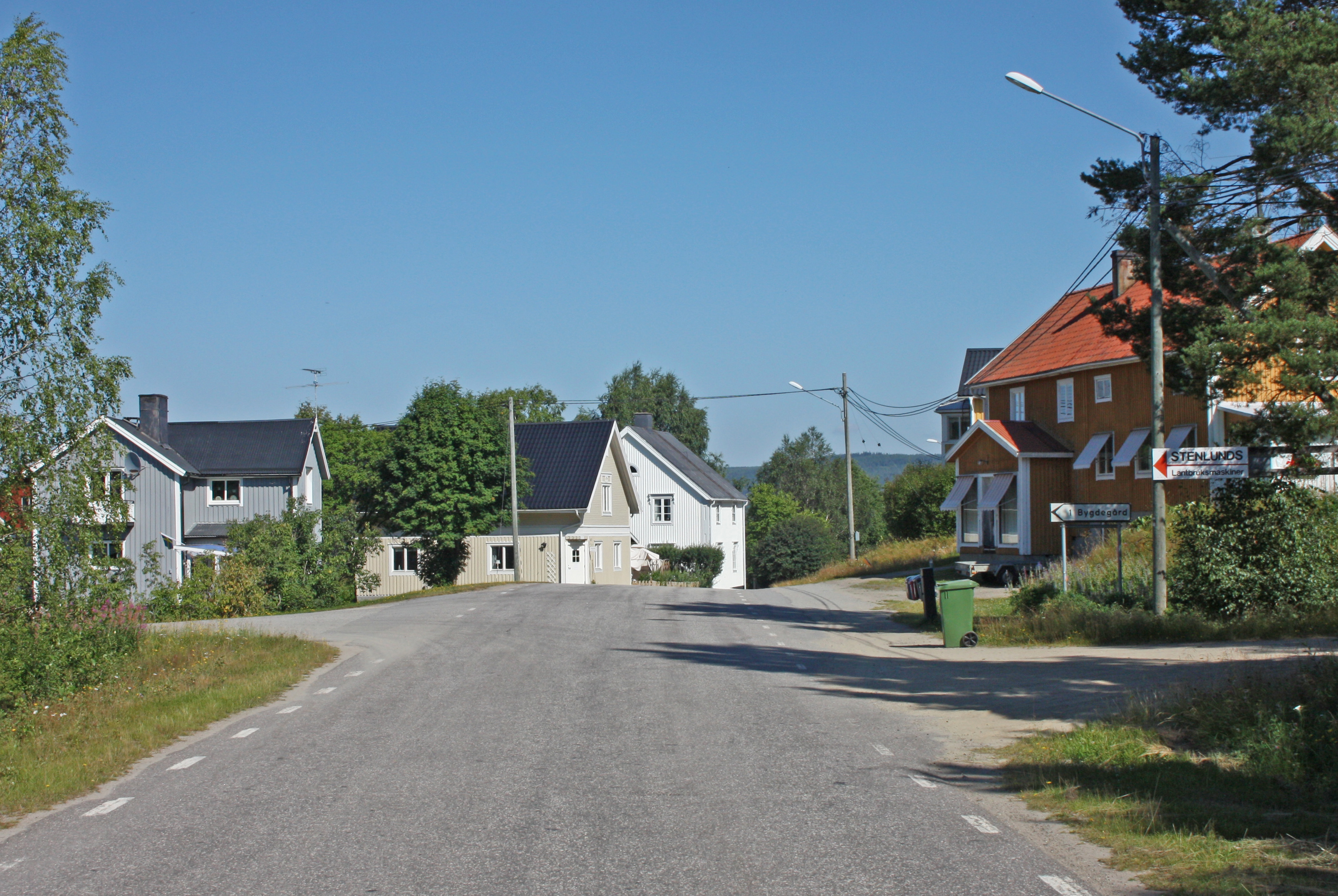
Straße in Rödåsel
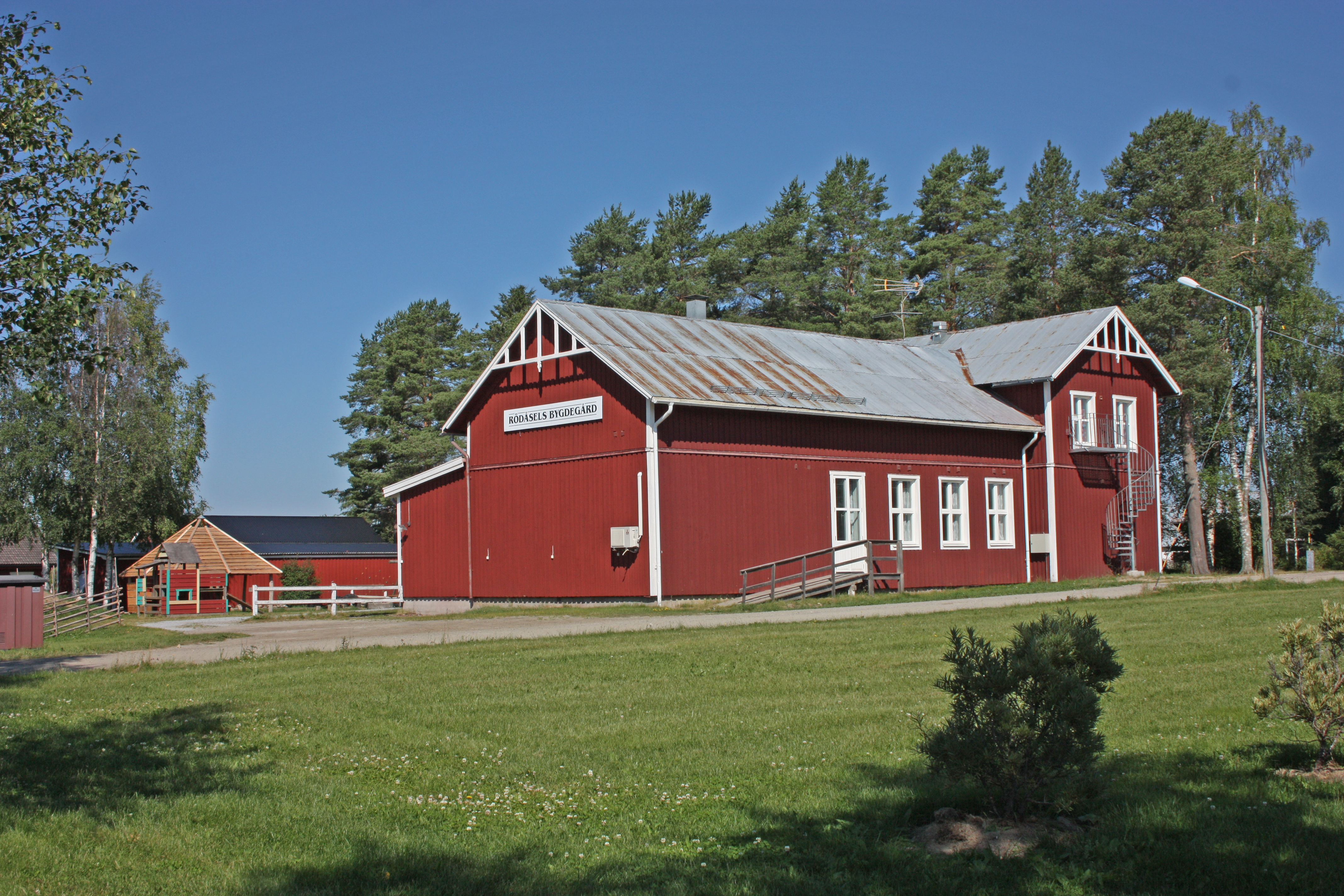
Rödåsels alte Schule, das heutige Gemeindezentrum
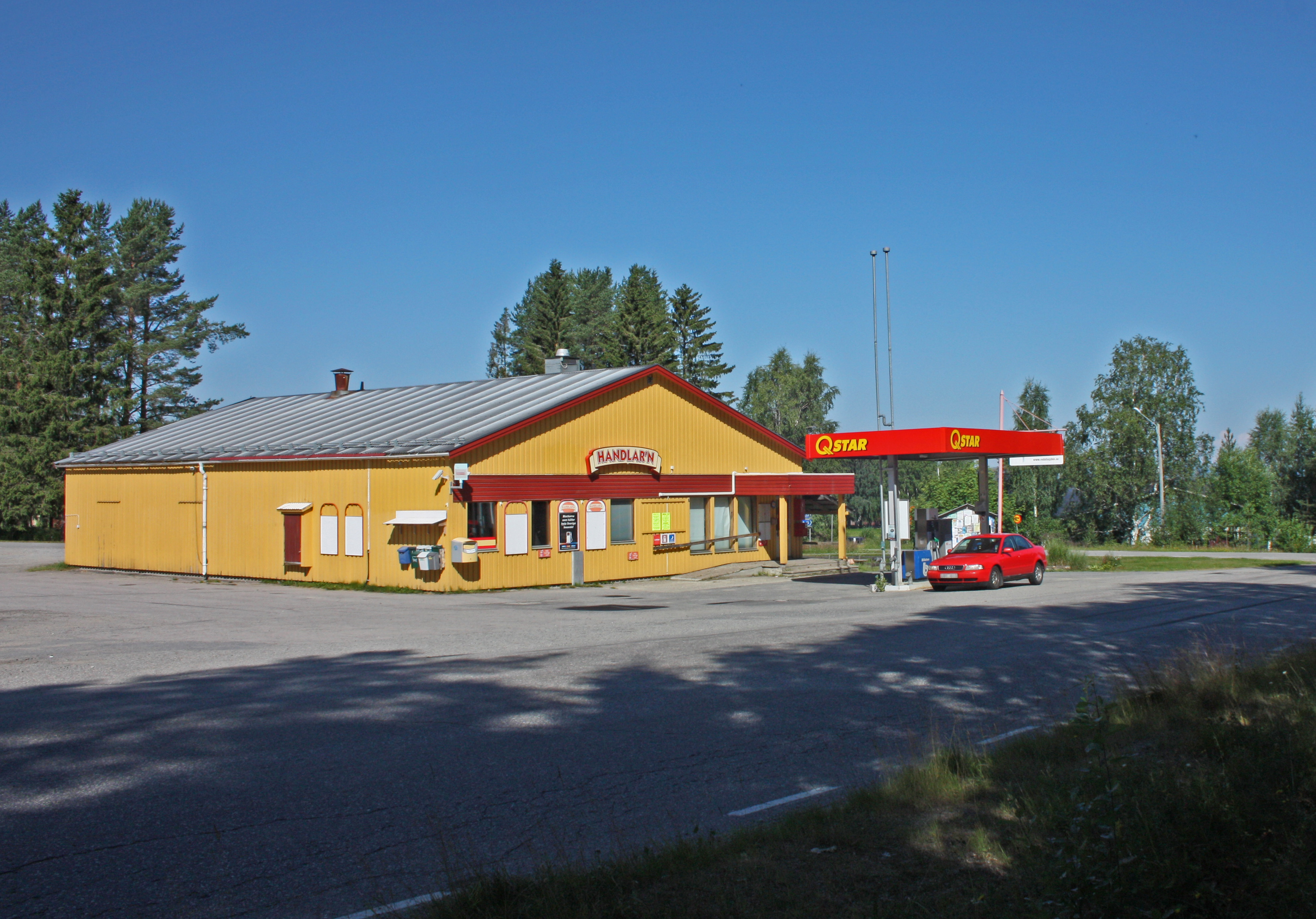
Rödåsels Tankstelle